# Villa March

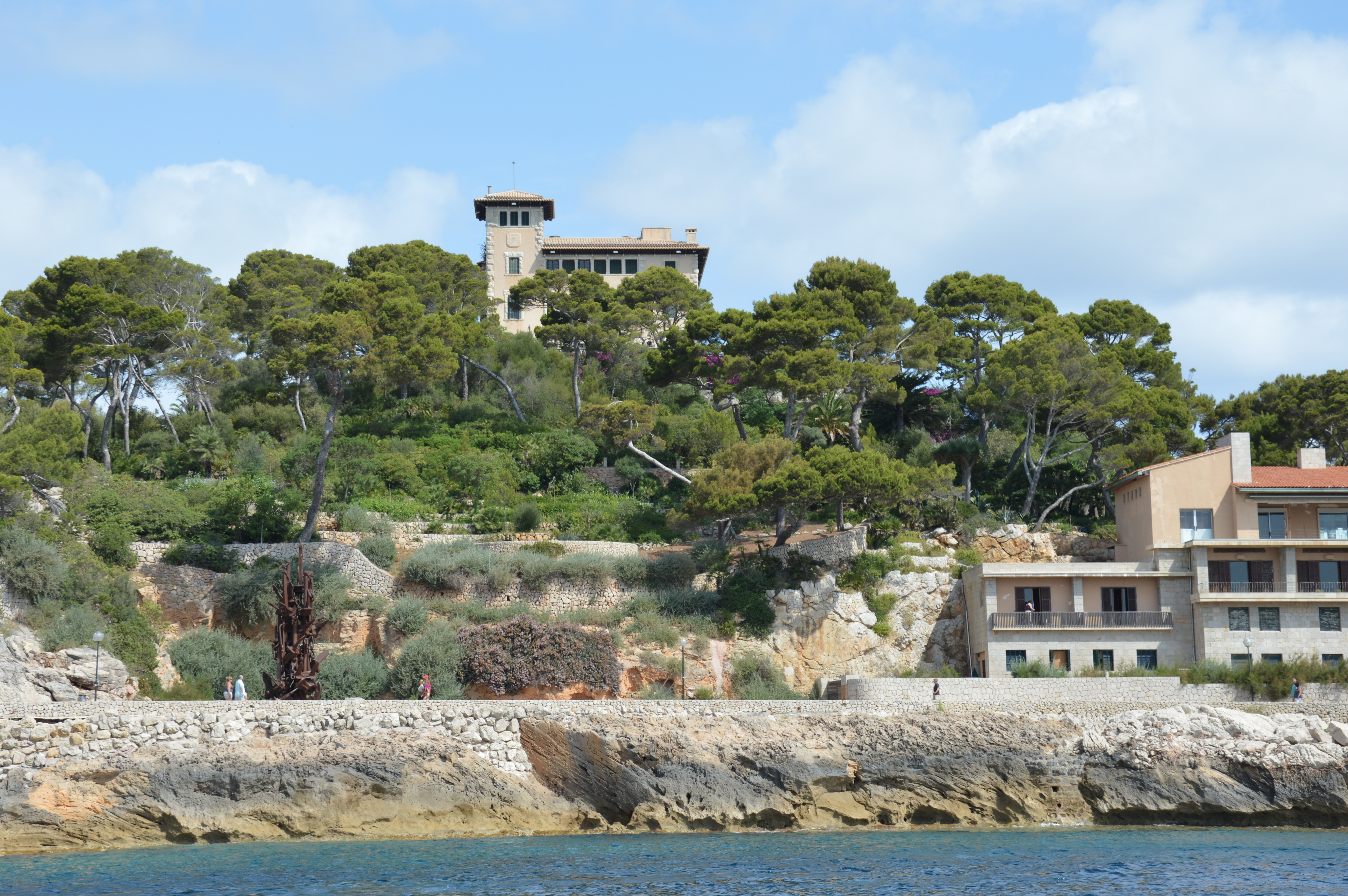
Villa March, Blick von der Seeseite

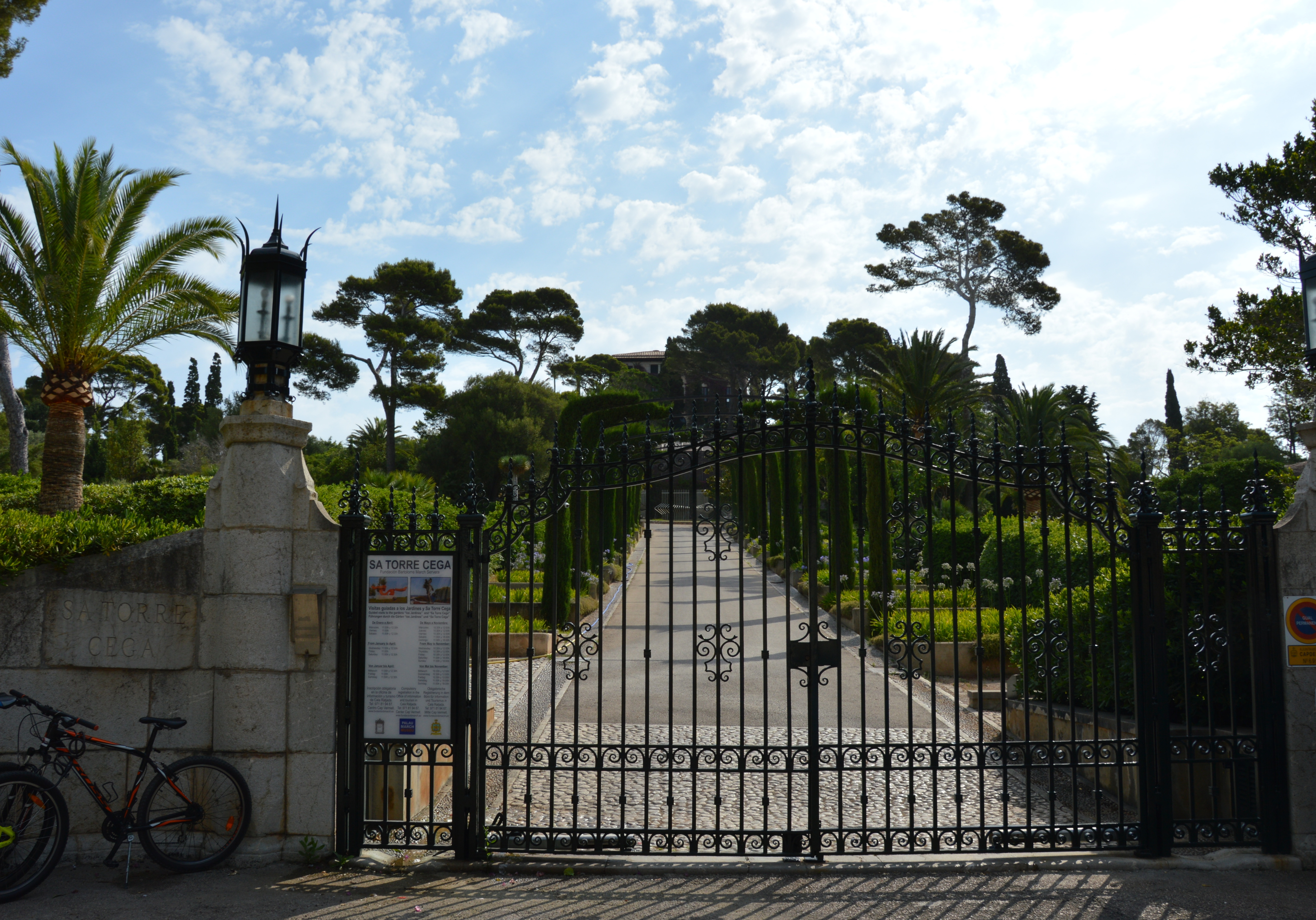
Tor zum Park

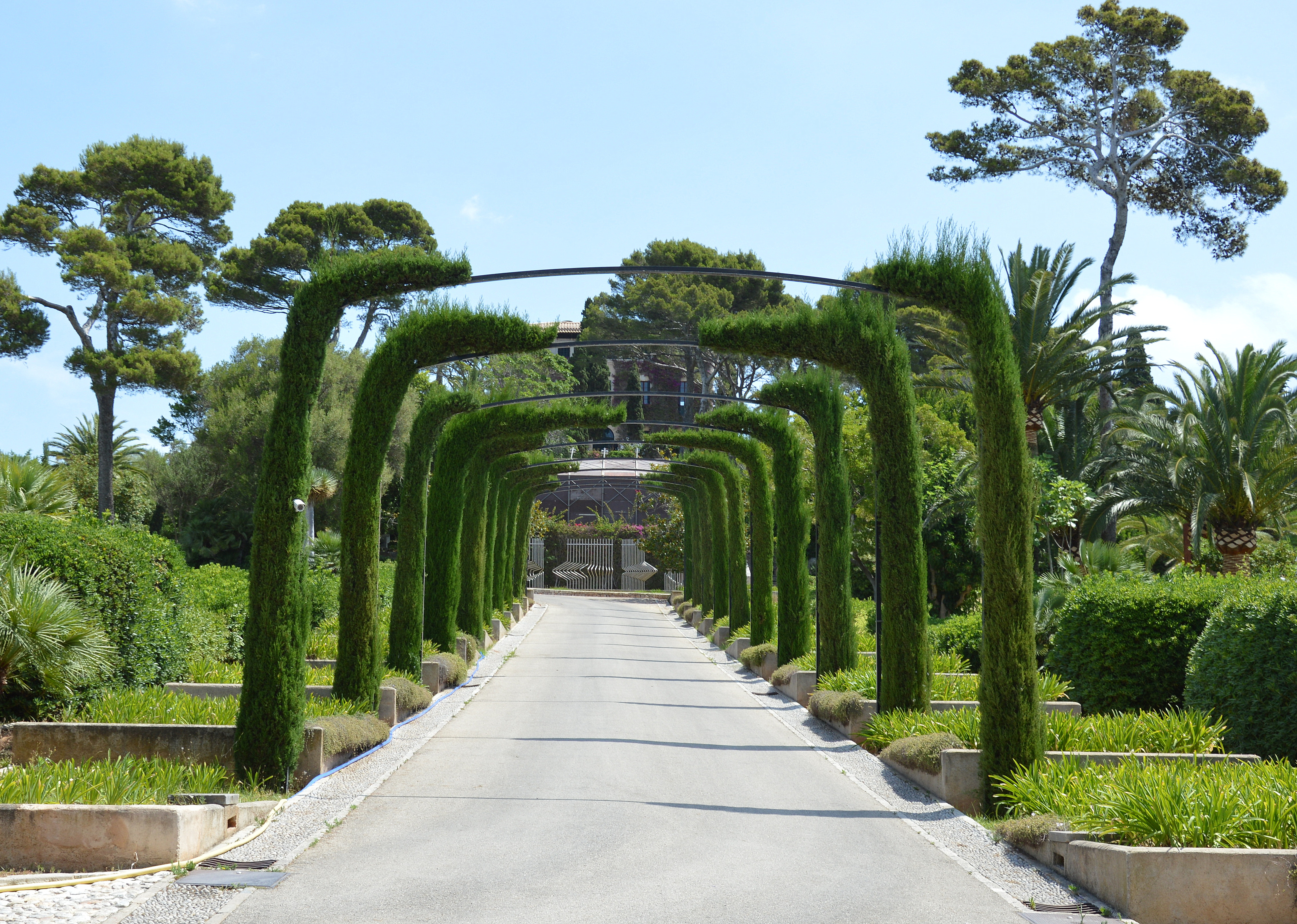
Zufahrt zur Villa

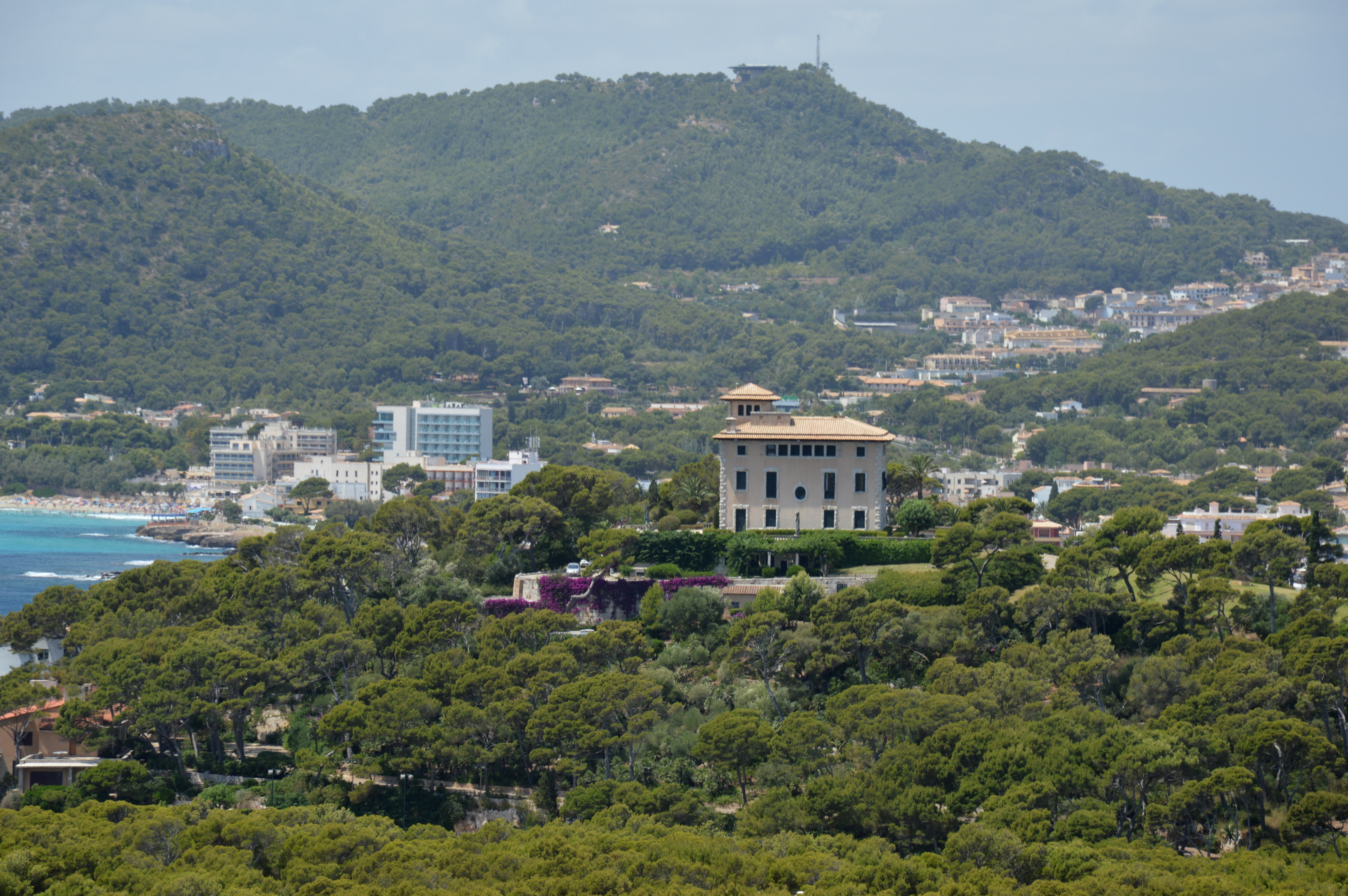
Blick auf die Villa von Osten

Die Villa March, auch als Palast Sa Torre Cega bezeichnet, ist eine historische Villa in Cala Rajada auf der spanischen Mittelmeerinsel Mallorca.
Sie befindet sich östlich von Cala Rajada auf einem Hügel oberhalb des Orts zwischen dem Hafen von Cala Rajada im Osten und der Cala Gat im Westen.

## Architektur und Geschichte
Das Grundstück und der aus dem 16. Jahrhundert stammende Turm Sa Torre Cega (Deutsch: Blinder Turm) wurden 1915 vom Ehepaar Juan und Eleonora March Severa erworben. Im Folgejahr wurde der bekannte mallorquinische Architekt Guillem Reynés i Font mit dem Ausbau des Anwesens beauftragt. Die Bezeichnung als Blinder Turm soll sich daraus ergeben haben, dass der Turm nur dem Schutz der Ortschaft Cala Ratjada diente, und nicht mit dem die Insel Mallorca umspannenden Netz aus Wachtürmen gegen Piratenangriffen kommunizieren konnte, also diesen gegenüber blind war. Juan March schenkte die Villa seiner Ehefrau Elionor Servera Mellis.
Das Anwesen umfasst eine Fläche von 60.000 m². Das Haus hat einen quadratischen Grundriss und besteht aus drei Etagen und einem Seitenturm. Der Innenraum ist um einen zentralen Innenhof verteilt, und außen umgibt eine große, begrünte Terrasse das Gebäude. Aus dem von Reynés durchgeführten Bauprojekt stechen die Umgebung und die Außenfassaden hervor, sowie die breite, imposante Treppe, die hoch zum Haus führt. Das Anwesen wurde im Laufe der Jahrzehnte mehrfach umgebaut und umgestaltet. Zuerst im Jahr 1930 unter dem Architekten Guillem Forteza Piña, dann ein weiteres Mal in den 1960er und 70er Jahren, als der Sohn Bartolomé March Servera den Landsitz erbte. Es wurden aufwendige Renovierungen vorgenommen, um die Innenräume zu modernisieren. Das Erdgeschoss der Villa wurde im Stil der Moderne umgestaltet. Es ist in Blau gehalten und mit maritimen Elementen verziert. Im Haus bestehen aufwendige Bodenmosaike und Wandmalereien, ebenfalls in mediterranem Stil. In dieser Phase entstanden auch die berühmten Gärten von Sa Torre Cega, die Jardines March, mit einer großen Vielfalt an Pflanzen, Bäumen und Sträuchern. Der Sohn des Erbauers Bartolomé March ließ nach dem Tod seines Vaters den Park durch den Gartenarchitekten Russell Page neu gestalten. Im Park wurde mehr als 40 Skulpturen bekannter Künstler aus dem 20. Jahrhundert, darunter von Manuel Alberdi, Eduardo Chillida, Henry Moore, Francisco Otero Besteiro, Auguste Rodin und José María Sirvent aufgestellt.
Das Haus gelangte an die Stiftung Bartolomé March, die das Anwesen der Öffentlichkeit zugänglich machte.
In Fortführung der von Leonor Servera de March begonnenen Familientradition öffnet die Stiftung während der Sommermonate die Türen von Sa Torre Cega für verschiedene kulturelle Aktivitäten und insbesondere für Konzerte. Sie werden von den „Juventudes Musicales de Capdepera“ organisiert, deren Ehrenvorsitzende die Gräfin von Pernía, Maritín Cencillo, die Witwe von Bartolomé March, ist. Unter dem Namen „Serenates d'Estiu“ („Sommerserenaden“) bringt die Institution, die Mitglied der Juventudes Musicales de España ist, berühmte Künstler in die Gärten von Sa Torre Cega und bietet besondere musikalische Soireen im Rahmen des mallorquinischen Sommerkalenders.
Bei einem Sturm kam es im November 2001 zu Schäden im Park. Einige Kunstwerke wurden nach Palma de Mallorca ins Palau March ausgelagert. Der Park war daraufhin für einige Jahre geschlossen. Er wurde dann jedoch im August 2010 unter der Anwesenheit des spanischen Königspaares wieder eröffnet und ist heute der Öffentlichkeit im Rahmen festgelegter Öffnungszeiten eingeschränkt zugänglich. Die Villa kann nicht vollständig besichtigt werden, im Rahmen einer regulären Führung wird lediglich ein Rundgang durch den Park mit Besichtigung des Erdgeschosses der Villa angeboten. Während der Wintermonate Dezember und Januar ist das Anwesen geschlossen, von Februar bis April finden Führungen nur an Werktagen in der Mittagszeit statt, und von Mai bis November ist die Villa ganztägig geöffnet.

## Villa March in der Literatur
Der deutsche Schriftsteller Karl Otten (1889–1963), der von 1933 bis 1936 in Cala Rajada lebte, erwähnt in mehreren Kurzgeschichten die Villa, auch wenn der Ort statt Cala Rajada als Pueblo bezeichnet wird. In der Kurzgeschichte Der Leuchtturm wird sie als das Schloss des Gordo (des Dicken, gemeint Juan March) erwähnt. In den Kurzgeschichten Juanito und Juanito II werden Villa und Park erwähnt. Im Park wohnt in den Kurzgeschichten der Zwerg Juanito, der el Gordo in der Hand hat, da er Augenzeuge geworden war, als el Gordo einen Nebenbuhler umbrachte.